# Slupy
Slupy je malá vesnice, část obce Slapsko v okrese Tábor. Jako část obce vznikla ke dni 5. 4. 2013. V roce 2011 v ní žilo 8 obyvatel a nacházely se v ní 3 domy.

## Galerie

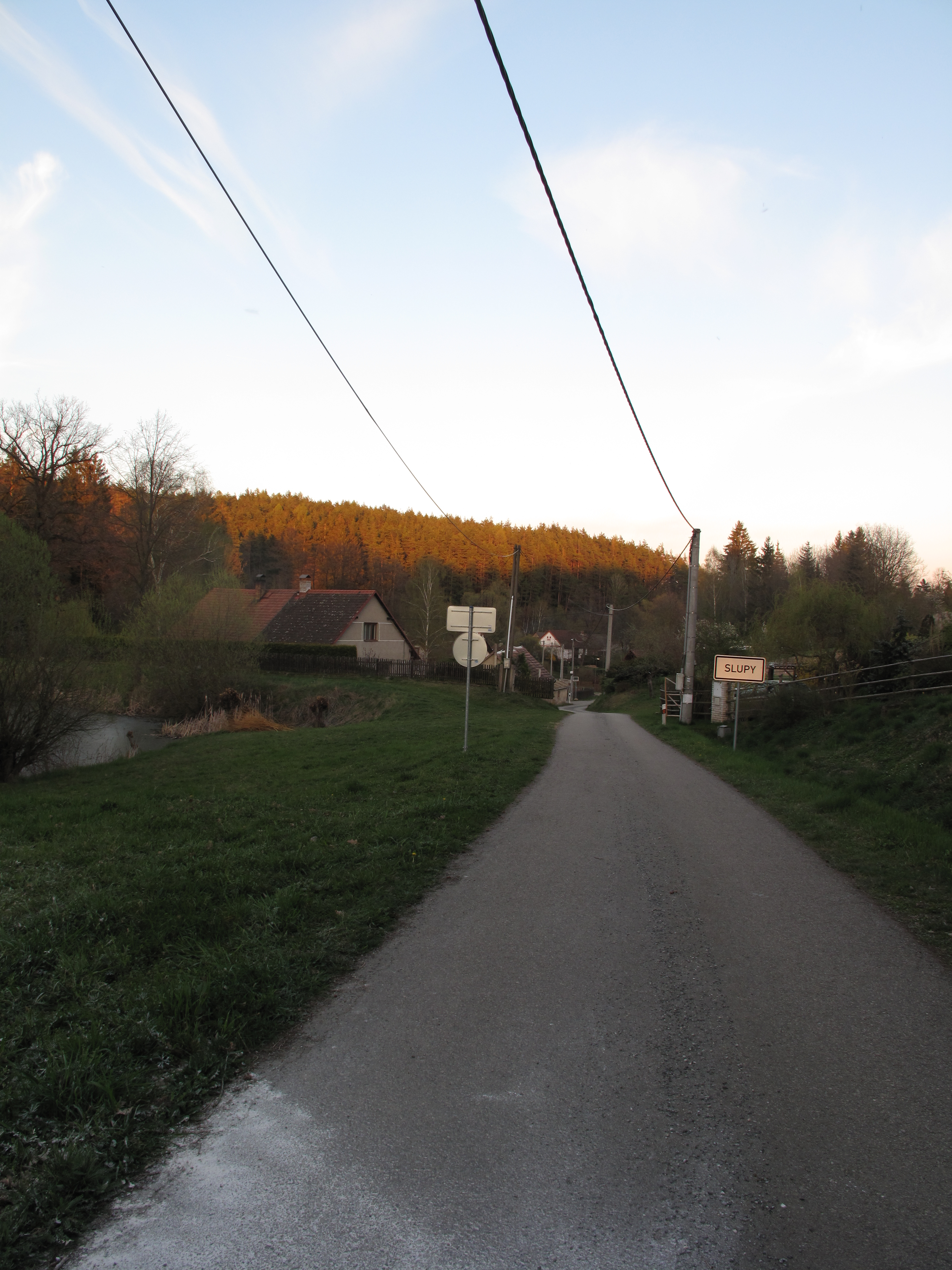
Cesta do osady
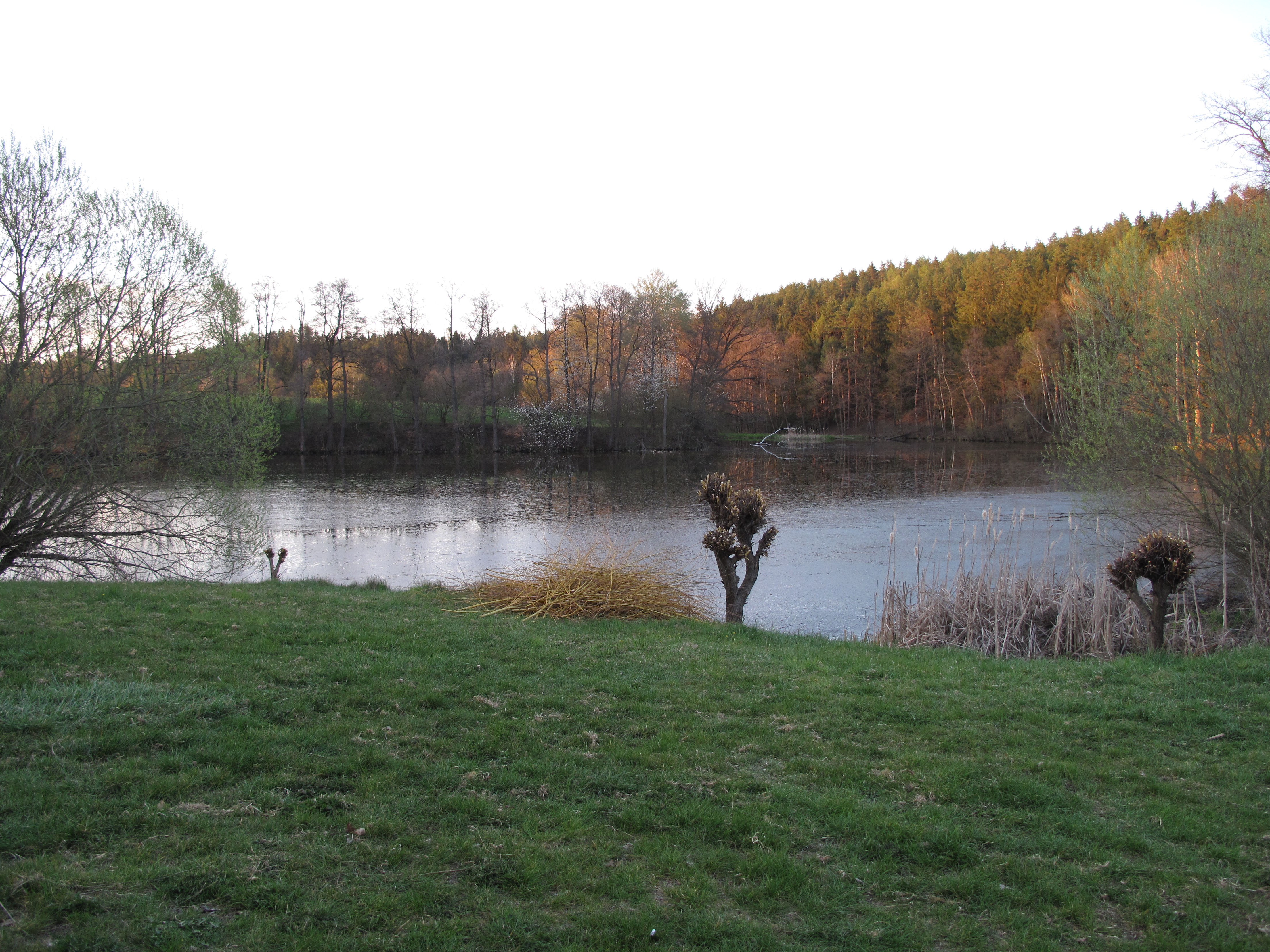
Rybník
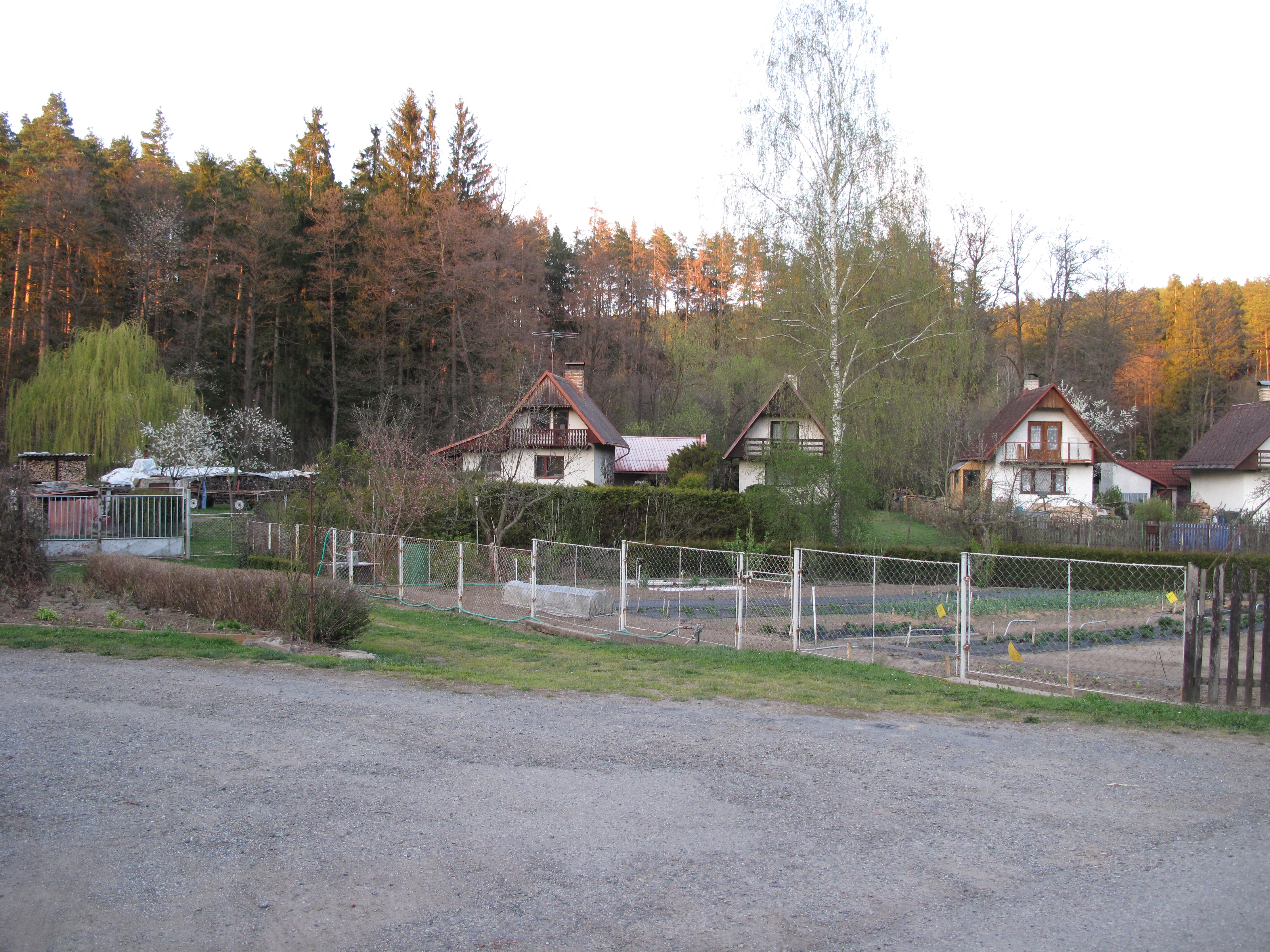
Chaty